# Frank Pé

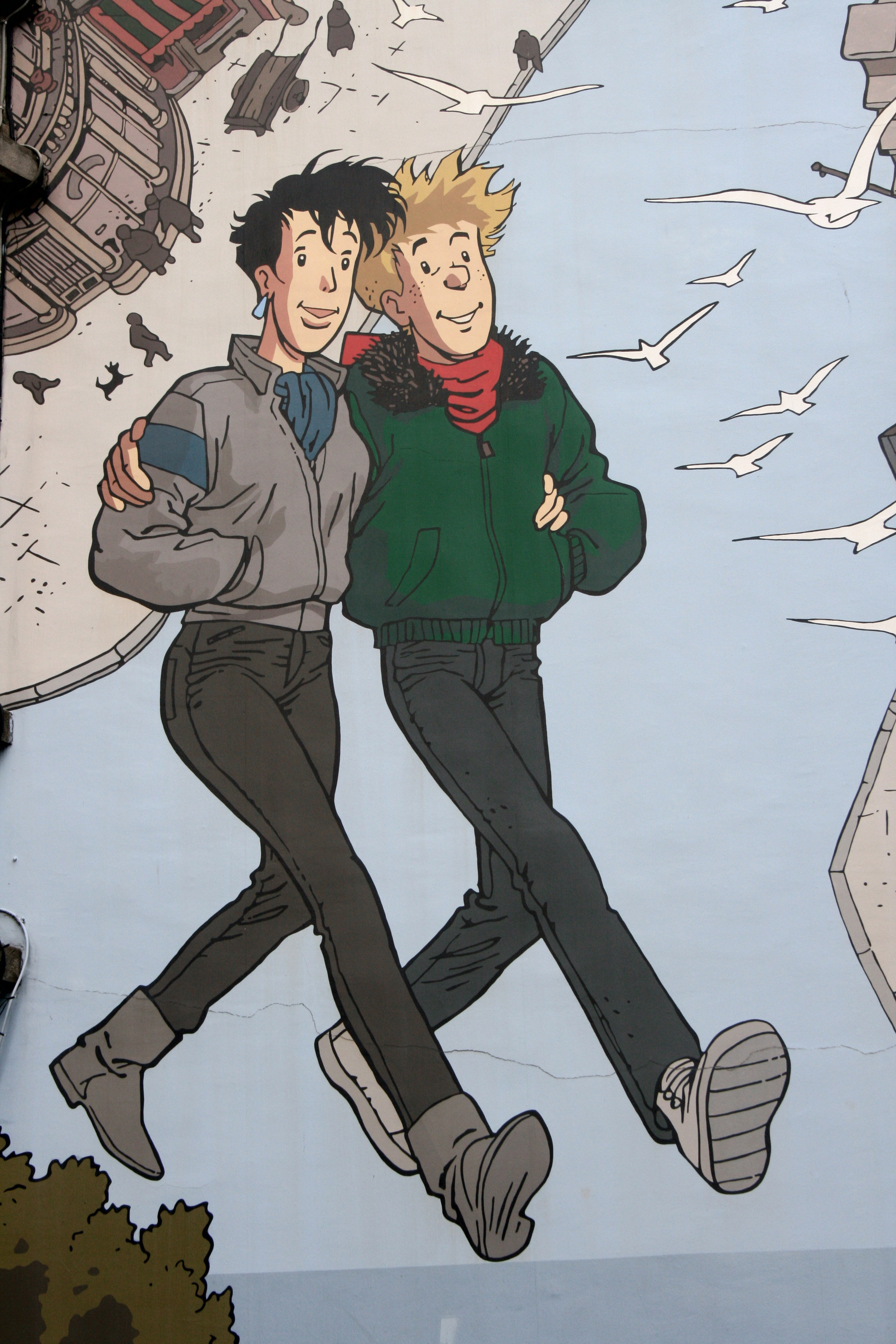
Affresco murale di Broussaille nell'area fumettistica di Bruxelles.

Frank Pé (Ixelles, 15 luglio 1956) è un fumettista belga, noto per le serie Broussaille e Zoo, ed anche come disegnatore specializzato nel ritrarre animali e riportarli nelle sue opere.